# Ilhas Tijucas
As Tijucas é um conjunto composto de duas ilhas, chamadas Alfavaca e Pontuda. Fazem parte do Arquipélago das Tijucas, juntamente com a ilha do Meio. As ilhas estão localizadas próximo ao litoral da cidade do Rio de Janeiro, no bairro da Barra da Tijuca.

## Características
As ilhas do arquipélago são pequenas e rochosas, com vegetação de arbustos e herbáceas. Na ilha Pontuda há um farol para sinalização.
O arquipélago é frequentado por praticantes de mergulho, stand up paddle, pesca amadora e profissional. A saída de barcos, jet skis e pranchas mais próxima das ilhas é pelo Canal da Joatinga, localizado no final da praia da Barra da Tijuca.

## Fauna
Aves que nidificam nas ilhas são garças, socós (raramente) e a única colônia de biguá conhecida no Brasil.
A vida marítima é abundante no arquipélago, principalmente na ilha Pontuda. Pode encontrar muitos peixes passantes, cardumes de olho-de-cão e cofre-colmeia, colônia da gorgónia amarela, moreias e vieiras.

## Acidente
Na data de 5 de abril de 1949, o Navio Mercante Magdalena, da Royal Mail Line inglesa com 350 passageiros e 230 tripulantes, colidiu com um recife nas ilhas Tijucas e ficou encalhado. Todos que estavam no navio sobreviveram. O navio foi rebocado, mas acabou partindo-se e uma parte afundou no mar, perto da praia do Leme.